# Tayfur Bingöl
Tayfur Bingöl (Ankara, 11 gennaio 1993) è un calciatore turco, centrocampista dell'Eyüpspor in prestito dal Beşiktaş.

## Carriera

### Club
Ha giocato nella prima divisione turca.

### Nazionale
Ha giocato nelle nazionali giovanili turche Under-20 ed Under-21.

## Palmarès

### Club

#### Competizioni nazionali
- Coppa di Turchia: 1

Beşiktaş: 2023-2024